# سر زنا المحارم
زنا المحارم الخفي، أو ما يطلق عليه الاغتصاب العاطفي (غير الجسدي) هو نوع من الاستغلال للأطفال من الكبار حيث يبحث فيه الشخص البالغ عن الدعم العاطفي من طفل بينما من الطبيعي أن يجده مع شخص بالغ مثله. يمكن أن يشير المصطلح أيضًا إلى التورط، على الرغم من الإشارة إلى الفشل في الفصل بين الاثنين باعتباره مشكلة. تأثير زنا المحارم على الأطفال عندما يبلغوا ويصبحوا راشدين يعتقد أنها تحاكى الواقع الفعلى حتى ولو بدرجة أقل. يصف المصطلح ما يحدث بين الوالد والطفل من اعتداءات خاصة الجنسية. تم انتقاد المصطلح لأنه يوسع نطاق تعريف زنا المحارم إلى درجة مفرطة وتضخيم من ظاهرة إساءة معاملة الأطفال،  والإفراط في استخدامه مع عدم التمكن من الإثبات.

## المفهوم
عُرِّف زنا المحارم الخفي في الثمانينات  على أنه علاقة عاطفية تتضمن العنف بين أحد الوالدين وطفل لكن لا تتضمن زنا محارم أو علاقة جنسية على الرغم من ديناميكية العلاقة تشبه تلك التي تحدث بين البالغين. انتُقِد هذا التعريف لأنه يوسع نطاق «زنا المحارم» إلى درجة مفرطة وتضخيم من ظاهرة إساءة معاملة الأطفال.
يحدث هذا النوع من الزنا عندما لا يستطيع أو لا يرغب أحد الأبوين في الحفاظ على علاقته بالطرف البالغ الآخر فيفرض الدور العاطفي للزوج على طفله  وبهذا يتم تجاهل حاجات الطفل وتحقيق رغبات الوالد  وقد لا يفهم الشخص البالغ عواقب تلك التصرفات.
يُعتَقَد أن آثار زنا المحارم الخفي يُحاكي زنا المحارم الفعلي وإن كان بدرجة أقل. يصف كينيث آدامز -صاحب المفهوم- أن ضحايا هذة العلاقة يشعرون بالغضب أو الذنب تجاه الآباء ولديهم مشكلات متعلقة بالثقة في النفس، الإدمان والحميمية الجنسية والعاطفية. من ناحية أخرى لاحظ المعالج النفسي روني فايزبيرج-روس أن المصطلح قد لا يكون مفيداً حيث أنه يؤدي لأنه قد يؤدي إلى عزو أي علاقة أو مشكلة مختلة محتملة تقريبًا، مما يجعله «تشخيصاً جامعاً ومخففاً» كما تنتقد كما تنتقد روس المصطلح لتأكيده على تلبية الأطفال "للاحتياجات غير الملباة" للوالدين، مشيرة إلى أن الأطفال غالبًا ما يلبون الاحتياجات العاطفية أو الاحتياجات الأخرى للوالدين، مع عدم وضوح حدود العلاقة في كثير من الأحيان وعدم وجود تعريف لمتى يؤدي هذا إلى ضرر أو أذى دائم.
هذا وقد تناول تحليل جونج والكاتب ماريون وودمان «زنا المحارم» بأنه «ارتباط غير مقيد» حيث يقوم الوالدين أو احدهما باستخدام الطفل كمرآة تعكس احتياجاتهم بدلاً من انعكاس احتياجاته هو في محاولة لدعم النمو العاطفى للطفل.
قد ينتج عن هذا النوع من الزنا الخفي إدمان الكحول أو غيرها من المواد.